# Campionato italiano di pugilato professionisti maschile dei pesi mosca
Il Campionato italiano di pugilato pesi mosca organizzato dalla FPI, è la massima competizione pugilistica in Italia riservata ai pugili professionisti il cui peso è inferiore o uguale a 50,802 kg. Gli atleti vincitori si fregiano del titolo di campione d'Italia dei pesi mosca.

La prima edizione si svolse a Milano il 13 giugno 1912, quando Carlo Sala sconfisse Mario Santini ai punti alla 3ª ripresa.

## Albo d'oro dei pesi mosca
| Ed. | Data       | Luogo                   | Campione             | Verdetto      | Sfidante             |
| --- | ---------- | ----------------------- | -------------------- | ------------- | -------------------- |
| 1   | 13/06/1912 | Milano                  | Carlo Sala           | PT 3          | Mario Santini        |
| 2   | 05/07/1913 | Bergamo                 | Mario Santini        | PT 6          | Mario Mazzotti       |
| 3   | 21/10/1923 | Bologna                 | Enea Marzorati       | KOT 11 (g.s.) | Pietro Petasecca     |
| 4   | 22/11/1924 | Milano                  | Enea Marzorati       | SQ 5          | Pietro Petasecca     |
| 5   | 21/02/1926 | Milano                  | Enea Marzorati       | TKO 6 (Abb)   | Giovanni Bosetti     |
| 6   | 19/11/1926 | Genova                  | Orlando Magliozzi    | KO 4          | Enea Marzorati       |
| 7   | 31/03/1927 | Roma                    | Orlando Magliozzi    | PARI 15       | Giovanni Sili        |
| 8   | 13/11/1927 | Milano                  | Giovanni Sili        | PT 15         | Enzo Caggiula        |
| 9   | 06/10/1928 | Firenze                 | Giovanni Sili        | KO 14         | Enzo Cecchi          |
| 10  | 04/02/1929 | Roma                    | Giovanni Sili        | PT 15         | Orlando Magliozzi    |
| 11  | 30/06/1929 | Roma                    | Giovanni Sili        | PARI 15       | Mario Varani         |
| 12  | 07/09/1930 | Roma                    | Vincenzo Savo        | PT 15         | Carlo Cavagnoli      |
| 13  | 08/11/1930 | Roma                    | Orlando Magliozzi    | PT 15         | Orlando Magliozzi    |
| 14  | 08/02/1933 | Milano                  | Carlo Cavagnoli      | PT 15         | Ottavio Gori         |
| 15  | 21/08/1934 | Parma                   | Carlo Cavagnoli      | PARI 12       | Edelweiss Rodriguez  |
| 16  | 08/12/1934 | Milano                  | Enrico Urbinati      | PT 12         | Carlo Cavagnoli      |
| 17  | 08/12/1935 | Tripoli                 | Enrico Urbinati      | PT 12         | Vincenzo Anastasi    |
| 18  | 22/02/1938 | Treviso                 | Enrico Urbinati      | PT 12         | Carlo Mestriner      |
| 19  | 18/07/1938 | Ferrara                 | Enrico Urbinati      | KOT 7         | Gianni Tortolini     |
| 20  | 12/01/1940 | Roma                    | Enrico Urbinati      | KOT 11 (Abb)  | Gavino Matta         |
| 21  | 28/03/1940 | Firenze                 | Vincenzo Anastasi    | PT 12         | Enrico Urbinati      |
| 22  | 30/11/1942 | Roma                    | Enrico Urbinati      | PT 12         | Otello Belardinelli  |
| 23  | 23/05/1943 | Roma                    | Antonio Morabito     | PT 12         | Otello Belardinelli  |
| 24  | 21/07/1944 | Fiume                   | Antonio Morabito     | PARI 12       | Ulderico Sergo       |
| 25  | 16/12/1945 | Sassari                 | Gavino Matta         | IM 8          | Antonio Morabito     |
| 26  | 13/07/1946 | Sassari                 | Gavino Matta         | PT 12         | Otello Belardinelli  |
| 27  | 09/11/1946 | Sassari                 | Mario Solinas        | PT 12         | Gavino Matta         |
| 28  | 22/12/1946 | Sassari                 | Mario Solinas        | PT 12         | Vincenzo Anastasi    |
| 29  | 12/05/1947 | Sassari                 | Gavino Matta         | PT 12         | Mario Solinas        |
| 30  | 09/02/1948 | Modena                  | Guido Nardecchia     | PT 12         | Mario Solinas        |
| 31  | 26/07/1948 | Bologna                 | Guido Nardecchia     | PT 12         | Gavino Matta         |
| 32  | 24/01/1949 | Terni                   | Otello Belardinelli  | PT 12         | Guido Nardecchia     |
| 33  | 12/11/1949 | Roma                    | Otello Belardinelli  | PT 12         | Giovanni Fattori     |
| 34  | 12/09/1950 | Vigevano                | Nazzareno Giannelli  | PT 12         | Otello Belardinelli  |
| 35  | 31/01/1951 | Milano                  | Nazzareno Giannelli  | PARI 12       | Otello Belardinelli  |
| 36  | 18/06/1951 | Cremona                 | Nazzareno Giannelli  | PT 12         | Ennio Aroldi         |
| 37  | 22/12/1951 | Ancona                  | Otello Belardinelli  | PT 12         | Nazzareno Giannelli  |
| 38  | 21/10/1952 | Lodi                    | Nazzareno Giannelli  | PT 12         | Otello Belardinelli  |
| 39  | 10/04/1954 | Milano                  | Nazzareno Giannelli  | PT 12         | Franco Lombardozzi   |
| 40  | 13/11/1955 | Cremona                 | Aristide Pozzali     | KOT 2 (Abb)   | Franco Lombardozzi   |
| 41  | 27/09/1958 | Alghero                 | Salvatore Burruni    | PT 12         | Giacomo Spano        |
| 42  | 27/05/1959 | Milano                  | Salvatore Burruni    | PT 12         | Salvatore Manca      |
| 43  | 23/12/1959 | Alghero                 | Salvatore Burruni    | PT 12         | Giacomo Spano        |
| 44  | 10/07/1960 | Alghero                 | Salvatore Burruni    | PT 12         | Angelo Rampin        |
| 45  | 30/10/1960 | Cagliari                | Salvatore Burruni    | PT 12         | Salvatore Manca      |
| 46  | 13/10/1967 | Roma                    | Franco Sperati       | KOT 11 (i.m.) | Vittorio Riccardi    |
| 47  | 20/03/1968 | Pesaro                  | Franco Sperati       | PT 12         | Vittorio Riccardi    |
| 48  | 06/02/1970 | Roma                    | Franco Sperati       | KOT 7 (Abb)   | Luigi Boschi         |
| 49  | 18/07/1970 | Cagliari                | Franco Sperati       | PT 12         | Michele Spina        |
| 50  | 26/03/1971 | Roma                    | Luigi Boschi         | KOT 11        | Michele Spina        |
| 51  | 11/08/1971 | Bellagio                | Luigi Boschi         | PARI 12       | Franco Sperati       |
| 52  | 26/12/1971 | Cantù                   | Franco Sperati       | KOT 9 (Abb)   | Luigi Boschi         |
| 53  | 09/06/1972 | Pistoia                 | Dino Contemori       | PT 12         | Franco Sperati       |
| 54  | 03/11/1972 | Viareggio               | Franco Sperati       | PT 12         | Dino Contemori       |
| 55  | 02/06/1973 | Como                    | Franco Sperati       | PT 12         | Giovanni Mura        |
| 56  | 15/08/1973 | Santa Teresa di Gallura | Emilio Pireddu       | PT 12         | Franco Sperati       |
| 57  | 17/01/1974 | Arezzo                  | Franco Sperati       | KOT 3 (Abb)   | Giovanni Mura        |
| 58  | 12/06/1974 | Porto Torres            | Franco Sperati       | KOT 3 (Abb)   | Giovanni Mura        |
| 59  | 11/12/1974 | Caserta                 | Franco Buglione      | PT 12         | Franco Sperati       |
| 60  | 29/05/1975 | Caserta                 | Franco Buglione      | PT 12         | Tarcisio Boi         |
| 61  | 07/12/1975 | Caserta                 | Franco Sperati       | PT 12         | Franco Buglione      |
| 62  | 13/08/1976 | Alghero                 | Emilio Pireddu       | KOT 8 (Abb)   | Franco Buglione      |
| 63  | 08/04/1977 | Ozieri                  | Claudio Tanda        | PT 12         | Franco Buglione      |
| 64  | 27/08/1977 | Ozieri                  | Claudio Tanda        | SQ 10         | Sabatino De Filippo  |
| 65  | 14/10/1977 | Milano                  | Giovanni Camputaro   | KOT 10 (i.m.) | Claudio Tanda        |
| 66  | 03/12/1977 | Piedimonte Matese       | Giovanni Camputaro   | PT 12         | Sante Medici         |
| 67  | 11/02/1978 | Piedimonte Matese       | Giovanni Camputaro   | PT 12         | Sabatino De Filippo  |
| 68  | 05/05/1978 | Milano                  | Giovanni Camputaro   | PT 12         | Filippo Belvedere    |
| 69  | 01/07/1978 | Cagliari                | Giovanni Camputaro   | PT 12         | Salvatore Laconi     |
| 70  | 29/07/1978 | Piedimonte Matese       | Giovanni Camputaro   | PT 12         | Emilio Pireddu       |
| 71  | 13/01/1979 | Piedimonte Matese       | Giovanni Camputaro   | PARI 12       | Franco Buglione      |
| 72  | 22/06/1979 | Savona                  | Sabatino De Filippo  | PT 12         | Giovanni Camputaro   |
| 73  | 17/11/1979 | Piedimonte Matese       | Giovanni Camputaro   | KOT 7 (i.m.)  | Sabatino De Filippo  |
| 74  | 07/03/1980 | Savona                  | Giovanni Camputaro   | PARI 12       | Sabatino De Filippo  |
| 75  | 06/07/1980 | Cagliari                | Paolo Castrovilli    | PT 12         | Emilio Pireddu       |
| 76  | 20/12/1980 | Torino                  | Paolo Castrovilli    | KOT 5 (i.m.)  | Giovanni Camputaro   |
| 77  | 14/05/1981 | Milano                  | Paolo Castrovilli    | PT 12         | Emilio Pireddu       |
| 78  | 29/07/1981 | Fort Village            | Paolo Castrovilli    | PT 12         | Giovanni Camputaro   |
| 79  | 06/11/1981 | Milano                  | Paolo Castrovilli    | PT 12         | Giovanni Camputaro   |
| 80  | 18/06/1982 | Napoli                  | Ciro De Leva         | PT 12         | Giovanni Camputaro   |
| 81  | 26/11/1982 | Trezzano                | Franco Cherchi       | PT 12         | Ciro De Leva         |
| 82  | 20/05/1983 | Cagliari                | Franco Cherchi       | PT 12         | Giampiero Pinna      |
| 83  | 13/04/1984 | Milano                  | Franco Cherchi       | KOT 4 (i.m.)  | Giampiero Pinna      |
| 84  | 14/06/1985 | Sassari                 | Giampiero Pinna      | PT 12         | Mario Bitetto        |
| 85  | 17/11/1985 | Vercelli                | Giampiero Pinna      | PT 12         | Mario Bitetto        |
| 86  | 29/05/1986 | Santa Maria di Licodia  | Giampiero Pinna      | PT 12         | Giovanni Camputaro   |
| 87  | 28/11/1986 | Lumezzane               | Luigi Camputaro      | KOT 11 (i.m.) | Nicola Cirelli       |
| 88  | 08/07/1987 | Lumezzane               | Giampiero Pinna      | PT 12         | Nicola Cirelli       |
| 89  | 16/12/1987 | Villabate               | Giampiero Pinna      | PT 12         | Nicola Cirelli       |
| 90  | 23/10/1992 | Sarno                   | Mercurio Ciaramitaro | KOT 7 (i.m.)  | Michele Poddighe     |
| 91  | 26/02/1993 | Fabriano                | Mercurio Ciaramitaro | PT 12         | Angelo Nuccio        |
| 92  | 18/06/1993 | Sassari                 | Mercurio Ciaramitaro | PARI 12       | Michele Poddighe     |
| 93  | 19/11/1993 | Arezzo                  | Mercurio Ciaramitaro | PT 12         | Angelo Nuccio        |
| 94  | 28/05/1994 | Ceccano                 | Mercurio Ciaramitaro | KOT 8 (i.m.)  | Michele Poddighe     |
| 95  | 17/02/1995 | Roma                    | Luigi Castiglione    | PT 12         | Mercurio Ciaramitaro |
| 96  | 22/04/1995 | Taranto                 | Luigi Castiglione    | KOT 10 (Abb)  | Mercurio Ciaramitaro |
| 97  | 26/07/1995 | San Severo              | Luigi Castiglione    | KOT 10 (i.m.) | Michele Poddighe     |
| 98  | 28/12/1995 | Quartu Sant'Elena       | Luigi Castiglione    | PT 12         | Mercurio Ciaramitaro |
| 99  | 22/08/1996 | Aulla                   | Salvatore Fanni      | PT 12         | Michele Poddighe     |
| 100 | 14/12/2001 | Campobello di Mazara    | Mercurio Ciaramitaro | KOT 2         | Giuseppe Laganà      |
| 101 | 05/04/2002 | Alatri                  | Mercurio Ciaramitaro | KOT 7         | Michelangelo Chirco  |
| 102 | 06/09/2002 | Melito di Napoli        | Giuseppe Laganà      | PT 10         | Mercurio Ciaramitaro |
| 103 | 15/04/2003 | Capri                   | Mercurio Ciaramitaro | PT 10         | Giuseppe Laganà      |
| 104 | 24/09/2004 | Campobello di Mazara    | Giuseppe Laganà      | SQ 2          | Mercurio Ciaramitaro |